# One Ok Rock
A One Ok Rock japán rockegyüttes, mely 2005-ben alakult. Nevük az angol 1 O’Clock („egy óra”) kifejezésből ered, mert alakulásukkor folyton hajnali egy órakor gyakoroltak. Az együttes tagjai Taka (ének), Tóru (gitár), Rjóta (basszusgitár) és Tomoja (dobok). Eredetileg az Amuse Inc. szerződtette őket, 2021-ben saját ügynökséget alapítottak 10969 Inc. néven. Külföldön eladott lemezeiknek a Fueled by Ramen a felelős kiadója.
Műfajilag széles skálán mozognak a dalaik, az alternatív rocktól a post-hardcore-on át a power popig. Naihi sinso (内秘心書) című első kislemezük 2007-ben jelent meg és a 48. helyet érte el az Oricon listáján. 2012-ben a The Beginning című daluk a Ruróni Kensin: A kezdetek című film betétdalaként elnyerte az MTV Video Music Awards Japan legjobb filmbetétdalnak járó díját. Ezzel a dallal kezdődtek nemzetközi sikereik, először Ázsiában turnéztak, később több világkörüli turnéjuk is volt. Budapesten is teltházas koncertet adtak 2019-ben.
2015-ben a 35xxxv volt az első nagylemezük, amely első helyet ért el az Oricon heti listáján, és az első, amely felkerült az amerikai Billboard slágerlistáira is. 2021-ben a Netflix dokumentumfilmet mutatott be az együttesről Fej vagy írás? – One Ok Rock dokumentumfilm címmel. 2022-vel bezárólag 13 nagylemezt adtak ki.
Az együttes több díjat nyert, többek között a Japan Gold Disc Awardot, az MTV Europe Music Awards legjobb japán előadónak járó díját, és számos további japán zenei elismerést is kiérdemeltek.

## Története

### 2005–2006: A kezdetek
Az együttes 2005. július 29-én alakult, amikor Jamasita Tóru meghívta gyerekkori barátját, a hiphop táncos Kohama Rjótát, hogy legyen a basszusgitáros. Ezután csatlakozott gitárosként Onizava Alexander, aki a középiskolában egy évvel Jamasita felett járt, majd Jamasita osztálytársa, Kojanagi Jú lett a dobos. Jamasita épp énekest keresett, amikor meghívták a Chivalry of Music nevű, feldolgozásokat előadó együttes live house-beli fellépésére. Itt hallotta először Moriucsi Takahiro hangját és elhatározta, hogy ráveszi a csatlakozásra. Moriucsi azonban visszautasította, több alkalommal is. Jamasita hetekig járt a nyakára az énekesnek, még a munkahelyére is követte, és addig noszogatta, amíg végül beadta a derekát. Az együttes neve a „one o'clock” („egy óra”) angol kifejezésből származik, mert mindig hajnali egykor próbáltak, ugyanis ekkor volt a legolcsóbb a próbaterem. A japán nyelv azonban nem tesz különbséget az r és l hangok között, így lett az „o'clock”-ból „o'crock”, majd végül „ok rock”. Az együttes nevét a 10969 számsorral is le lehet írni, a japán nyelvben létező szójátéknak köszönhetően, a számok japánul úgy is kiolvashatók mint van ó ku ro ku. A számsor egyébként az együttes által létrehozott menedzsmentcég neve is.
Saját kiadású első demófelvételük Do You Know A Christmas? címmel 2005. december 21-én jelent meg. 2006-ban két középlemezt is kiadtak, One Ok Rock és Keep It Real címmel.
Miután leszerződtette őket az Amuse Inc., Kojanagi kilépett az együttesből, hogy színészi karrierjére koncentráljon, az együttes dobosa pedig Kanki Tomoja lett, aki az ESP Zeneakadémián tanult és egy sikertelen együttesben zenélt. 2006-ban csatlakozott a One Ok Rockhoz, és hivatalosan az együttes 2007-es debütálásától számít tagnak.

### 2007–2009: Az első stúdióalbumok, Alex távozása
Naihi sinso (内秘心書) című első kislemezük 2007-ben jelent meg és 48. helyet ért el az Oricon listáján. Második kislemezük, a Jume jume (努努-ゆめゆめ-), majd az Et Cetera (エトセトラ) 43. illetve 29. helyen végzett a slágerlistán. Zeitakubjó (ゼイタクビョウ) című első nagylemezük 2007. november 21-én jelent meg, amit az első Tokiót, Oszakát és Nagoját érintő turné követett.
2008 májusában látott napvilágot második albumuk, a Beam of Light. Az együttes ezt nem tartja hagyományos nagylemeznek, úgy vélik, inkább az együttessé válásukat elősegítő lépcsőfok volt, mintsem rendes lemez. Nem érezték igazán a dalokat, de úgy gondolták, muszáj dalokat írniuk, hogy fejlődjenek. Taka szerint az albumról ezért is nem szívesen játszanak dalokat a koncerteken. A lemez megjelenését egy Shibuya AX-beli fellépés követte.
2008 novemberében újabb nagylemezt adtak ki Kandzsó Effect (感情エフェクト) címmel, mely 13. helyezést ért el a heti albumlistán. Az albumra erőteljesebben hatott az együttes tagjainak zenei ízlése, lecserélték a hangmérnökeiket és új producerük is lett.
2009. április 5-én Alexet letartóztatták, mert fogdosta egy 21 éves diáklány lábát a vonaton. A gitáros elismerte a tettét és az ügyet bíróságon kívül rendezték el, Alex pedig kilépett az együttesből. Az együttes minden tevékenységét megszakították, Around the World Sónen (Around ザ world 少年) című kislemezük – mely a Godhand Teru című televíziós sorozat betétdala lett volna – megjelenését elhalasztották és lefújták az országos turnét. A One Ok Rock válaszút elé érkezett, a zenészek úgy érezték, nem tudnának új tagot felvenni, Rjóta azt is fontolgatta, hogy feladja a basszusgitárt, mivel az akkori hangzásukban jelentős szerepet játszott az ikergitár. Végül úgy döntöttek, hogy Tóru átveszi a szólógitáros szerepét, a dalokat pedig áthangszerelték egy gitárra. 2009 májusában hivatalosan is bejelentették, hogy négy taggal folytatják.

### 2010–2012:Niche Syndrome, fesztiválok ésZankjó Reference
Új négyes felállásban a Kanzen Kankaku Dreamer (完全感覚Dreamer) című dalt jelentették meg első kislemezükként 2010. február 3-án. A dal 9. helyezett volt az Oricon slágerlistáján. Négy hónappal később adták ki Niche Syndrome című nagylemezüket, mely harmadik helyezett volt a Billboard japán slágerlistáján, míg az Oricon albumlistáján a 4. helyet szerezte meg. Ez lett az együttes első nagylemeze, mely top 10-ben végzett. Az albumot a This is my own judgement! elnevezésű turnéval népszerűsítették, először a Zepp koncerttermekben Szendaiban, Oszakában, Nagojában, Fukuokában és végül kétnapos koncertet adtak Tokióban. A turné második szegmensében 16 helyszínen léptek fel, majd a turnézáró előadásra a Nippon Budókanban került sor, amelynek felvételét This is My Budokan?! címmel jelentették meg DVD-n 2011. február 16-án.
2010 augusztusában az együttes a  Rock in Japan Festivalon lépett fel, amit a Summer Sonic, a Rising Sun Rock Festival, a Monster Bash, a Treasure05X, a Mad Ollie, a Countdown Japan 2010/2011, és a Radio Crazy követett. Az együttes elkísérte a Pay Money to My Pain együttest a 2010-es Stay Real turnéjukon, a The Hiatust az  Anomaly 2010 turnéjukon és a Totalfatet az Overdrive turnéjukon.
2011. február 16-án látott napvilágot Answer is Near (アンサイズニア) című kislemezük, mely 6. helyezett volt az Oricon slágerlistáján. Áprilistól júniusig az együttes az Answer is Alive 2011 tour című turnéval járta az országot. Július 20-án megjelent Re:make/No Scared című első dupla A-oldalas kislemezük. A No Scared című dal a Black Rock Shooter: The Game című videójáték betétdala lett.
Ötödik nagylemezük 2011. októberében jelent meg Zankjó Reference (残響リファレンス) címmel. Novemberben és decemberben 14 állomásos turnéra indultak Zankjó Reference Tour címmel. Az utolsó fellépésükre kétnapos koncert keretében került sor a Kantó régió legnagyobb arénájában, a Yokohama Arenaban. A jegyek mind elfogytak, mintegy 24 000 néző előtt játszottak összesen. 2012 májusában a jokohamai második koncert felvétele és a turnéról készült dokumentumfilm DVD-n is megjelent.
2011-ben a One Ok Rock számos zenei fesztiválon volt headliner, többek között a dél-koreai Jisan Valley Rock Festivalon. Júliusban felléptek a Setstock 2011-en, a Rock in Japanon, a Rising Sun Rock Festivalon, a Summer Sonicon, a Monster Bashen, a Sky Jamboree-n, és a Space Shower Sweet Love Shower eseményén. Az év végén újra a Radio Crazy és a Countdown Japan húzónevei voltak.
2012 májusában és júniusában első ázsiai turnéjukra indultak, Japán mellett felléptek Dél-Koreában, Tajvanon és Szingapúrban is. Ismét fesztiválok következtek: a Rock In Japan, a Summer Sonic, majd az Oga Namahage Rock Festival, a Rising Sun Rock Festival és a Sweet Love Shower. Következő kislemezük, a The Beginning a Ruróni Kensin: A kezdet című film betétdala lett, és 2012. augusztus 22-én jelent meg. A Billboard Japan Hot 100 listáján a második helyet érte el, az Oricon heti listáján pedig az 5. lett. A dal két díjat is nyert: a legjobb rockvideó díját az MTV Video Music Awards Japanen, és a közönségdíjat a Space Shower Music Video Awardson.

### 2013–2014:Dzsinszei×Boku=,Fool Cool Rock, világkörüli turné
2013. január 9-én dupla kislemezként jelent meg a Deeper Deeper/Nothing Helps, és második lett az Oricon kislemezlistáján. A Nothing Helps a DmC: Devil May Cry című videójáték japán változatának betétdala volt, a Deeper Deeper-t pedig felhasználták a Suzuki Swift Sport japán reklámjához. Hatodik nagylemezük Dzsinszei×Boku= címmel 2013. május 6-án jelent meg és második volt az Oricon heti listáján. 2013 októberében az együttes először koncertezett Ázsián kívül, öt állomásos európai turnét tartottak, az Egyesült Királyságban, Franciaországban, Hollandiában és Németországban léptek fel. A koncertek többsége teltházas volt, és azonnal elfogytak rájuk a jegyek.

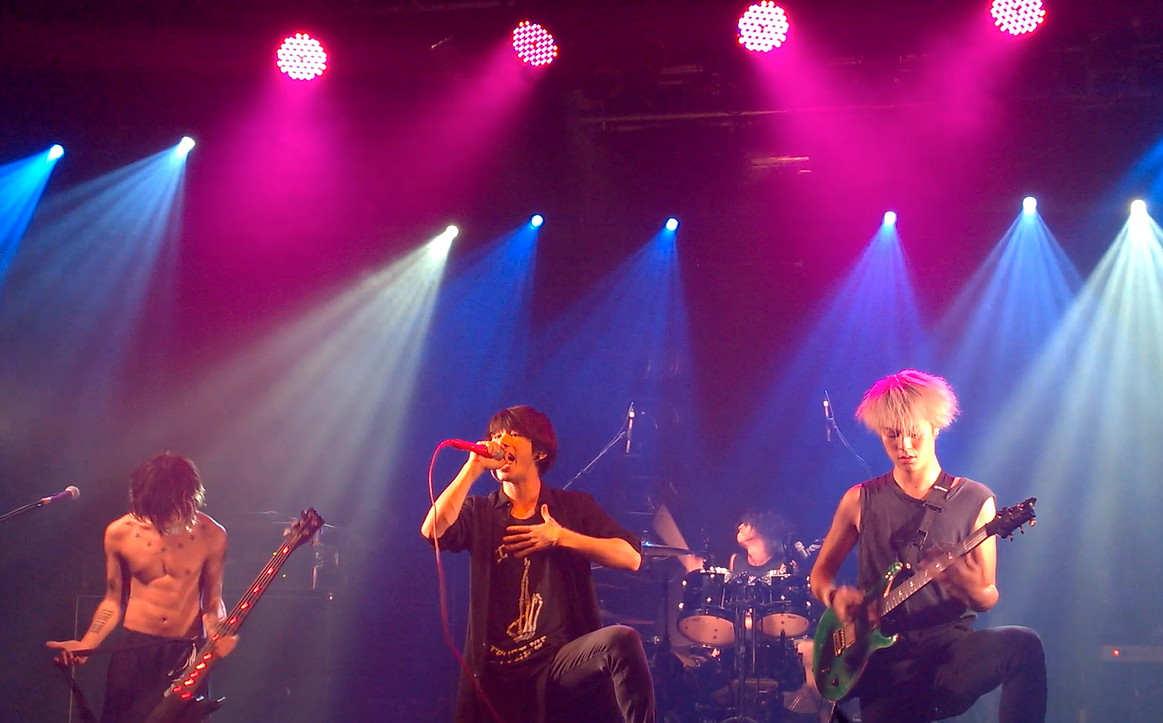
A One Ok Rock Londonban 2014-ben

2014-ben kezdtek el dolgozni John Feldmann producerrel, mert a zenész olyan együttesek producere volt korábban, mint a The Used és a Good Charlotte, akik nagy hatással voltak a One Ok Rock-ra, ezért szerettek volna vele elkészíteni egy albumot. Feldman januárban jelentette be, hogy az együttes a következő albumán dolgozik. Februárban New Yorkban és Los Angelesben adtak koncertet, majd májusban Torontóban és Philadelphiában léptek fel. Az ohiói Rock on the Range fesztiválra is meghívták őket, ez volt az első fesztiválfellépésük Ázsián kívül. Május 16-án európai és ázsiai turnéjukról készült Fool Cool Rock című dokumentumfilmjüket korlátozott ideig bizonyos mozikban lehetett megtekinteni Japánban. A filmet Nakano Hirojuki rendezte. 2014 novemberében DVD-n és blurayen is megjelent, Bangkokban és Hongkongban promóciós vetítéseket is tartottak.
2014 júniusában és júliusában a Warped Tour keretében 18 észak-amerikai városban léptek fel. 2014. július 30-án megjelent Mighty Long Fall/Decision című dupla A-oldalas kislemezük, ahonnan a Mighty Long Fall című dal a Ruróni Kensin: Pokol Kiotóban című film betétdalaként szolgált, míg a Decision a Foo Cool Rock című dokumentumfilmjük dala lett. 2014 szeptemberében a Heartache című daluk a Ruróni Kensin: A legenda vége című film betétdala lett. Szeptemberben az együttes kétnapos koncertet adott a Jokohamai Stadionban, összesen 60 000 ember előtt.
2014 őszén amerikai, dél-amerikai és európai turnét jelentettek be. Felléptek a Knotfesten Japánban és az Egyesült Államokban is, és két másik helyszínen az államokban. 2014 októberében ötállomásos dél-amerikai turnéra indultak. November 27-én a Hoobastank japán turnéjának vendégfellépői voltak, majd decemberben folytatták saját turnéjukat, ezúttal tíz európai országban.

### 2015–2016:35xxxv, nemzetközi sikerek
Még 2014 októberében az együttes bejelentette, hogy a következő lemezük 2015 februárjában lát napvilágot. Az alkalomból a weboldaluk is megújult. A 35xxxv című nagylemez 11. helyezett volt az amerikai Billboard Heatseekers Albums listáján. Még  azon a héten felkerült az Independent Albums toplistára is a 43. helyen. A Hard Rock Albums listán a 23. helyet érte el, a World Albums listán pedig első helyezett volt.

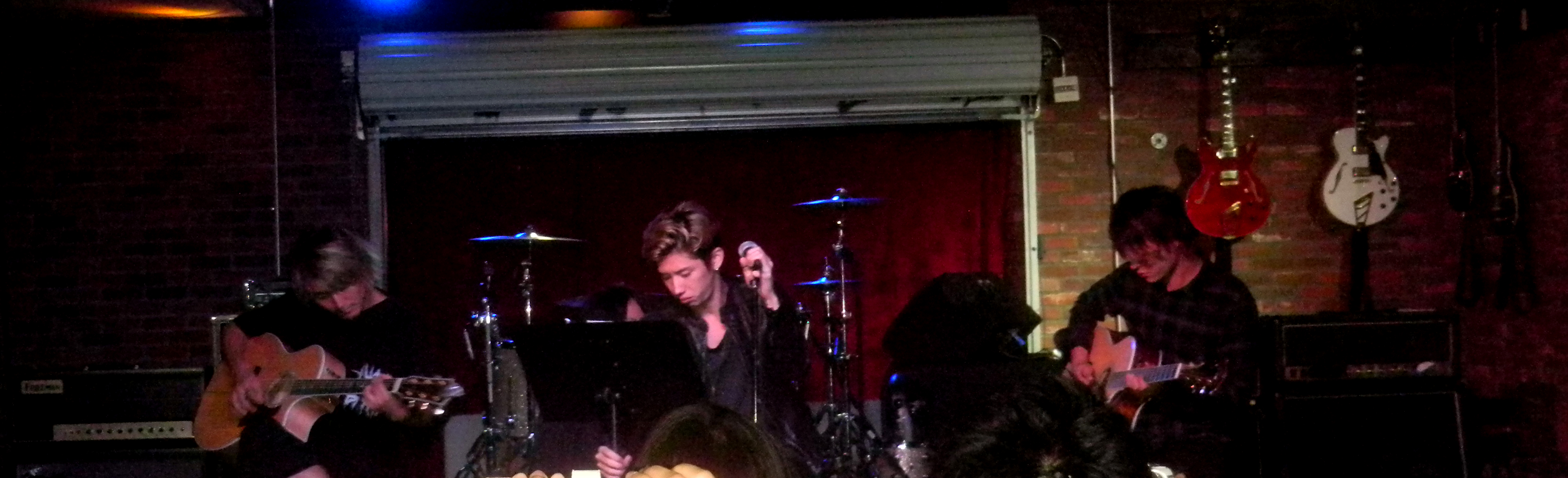
A One OK Rock Los Angelesben 2015-ben

2015 áprilisában a Fincs-csel együtt a Yellowcard előzenekara voltak az államokbeli turnéjukon. Ezt követően májustól szeptemberig Japánban turnéztak.  Júliusban bejelentették, hogy leszerződtek a Warner Bros. Recordsszal és kiadják a 35xxxv-t teljesen angol nyelvű dalverziókkal. Ősszel az All Time Low és a Sleeping with Sirens előzenekara voltak az észak-amerikai turnén, néhány városban pedig önálló koncertet is adtak. Európában és Ázsiában is felléptek új albumukkal.
2015. október 17-én a 35xxxv deluxe verziója 20. helyen nyitott a Billboard Heatseekers albumlistáján, majd 17. helyen végzett.
Ezt követően ismét Japánban turnéztak, az All Time Low-val és a PVRIS-szal. 2016 elején bejelentették, hogy a One Ok Rock lesz az előzenekar az Issues és a Crown the Empire Monster Energy Outbreak Tour turnéján az Egyesült Államokban. Egy európai turnét is bejelentettek, ahol fesztiválokon is felléptek.
2016. március 11-én megjelent Always Coming Back című daluk, amelyet felhasználtak az NTT Docomo telefontársaság reklámsorozatában. Az év közepén az együttes a 5 Seconds of Summerrel turnézott Észak-Amerikában. Még ebben az évben a My Chemical Romance The Black Parade című albumának 10. évfordulójára készített feldolgozásalbumon szerepeltek, a The End című dalt adták elő.
Szeptember 10-én és 11-én koncertet adtak a Nagiszaen Parkban, Sizuokában, 110 000 néző előtt. Szeptember 16-án megjelent Taking Off című kislemezük, a Fueled by Ramen kiadónál. A dal a Museum című japán film betétdala volt. Később bejelentették, hogy 2017-ben új albumot adnak ki, amit turné követ. Október 8-án a Sum 41 kiadta 13 Voices című albumuk japán változatát, melyen Taka is közreműködött a War című dalban.
2016. november 13-án az NHK televíziócsatorna ONE OK ROCK 18 Festival (18 FES) néven közvetítette az együttes koncertjét, melyen ezer, 17 és 19 év közötti fiatallal együtt léptek fel. November 18-án megjelent Bedroom Warfare című kislemezük a következő albumról, ezt pedig az I was King követte december 16-án.

### 2017:Ambitions

Az Ambitions album borítójának sárga színe a reményt szimbolizálja

2017. január 1-jén az együttes egy különleges weboldalt hozott létre World Ambitions címmel, az új Ambitions című album megjelenésére készülve. A weboldalra a „reménnyel” kapcsolatos képeket töltöttek fel, melyeket a felhasználók megoszthattak a közösségi médiában. A felületre a rajongók is feltölthették saját képeiket, melyeken szerepelnie kellett a remény sárga színének. Január 9-én megjelent a One Ok Rock újabb kislemeze, We Are címmel.
Az Ambitions japán nyelvű verziója január 11-én jelent meg az A-Sketch gondozásában. Az angol nyelvű verziót január 13-án jelentette meg a Fueled by Ramen.  Az albumon szerepel például Avril Lavigne, Alex Gaskarth (All Time Low), és a 5 Seconds of Summer. Az Alternative Press magazin a Jaded című dalt – melyben Gaskarth működött közre – az év legjobb együttműködésének nevezte. A lemez a világ legtöbbet eladott albuma volt a 2017. január 25-i héten, 315 000 eladott példánnyal (melybe beleszámították a fizetős letöltéseket és a streaminget is). Januárban az együttes Észak-Amerikában adott hat koncertet. Február és május között Japánban turnéztak, 32 arénában léptek fel.
Februárban megjelent Skyfall című korlátozott kiadású kislemezük, melyet csak a japán turnéjuk helyszínein lehetett megvásárolni. A CD-n három dal található: a Skyfall (közreműködők: MAH a SiM együttesből, Hajakava Maszato a Coldrainből és Koie a Crossfaithből), a Right by your Side és a Manhattan Beach.
Májusban bejelentették, hogy a One Ok Rock a Linkin Park One More Light című világkörüli turnéján előzenekar lesz négy amerikai és három japán koncerten. Július 21-én bejelentették, hogy az észak-amerikai turné elmarad Chester Bennington váratlan halála miatt, a japán turnét pedig októberben mondták le. A One Ok Rock a saját koncertjeiken Bennington emlékére előadta a One More Light című dalt. Taka később részt vett az énekes emlékére szervezett Linkin Park & Friends koncerten, ahol a Somewhere I Belong című dalt adta elő.

### 2018–2020:Eye of the Storm

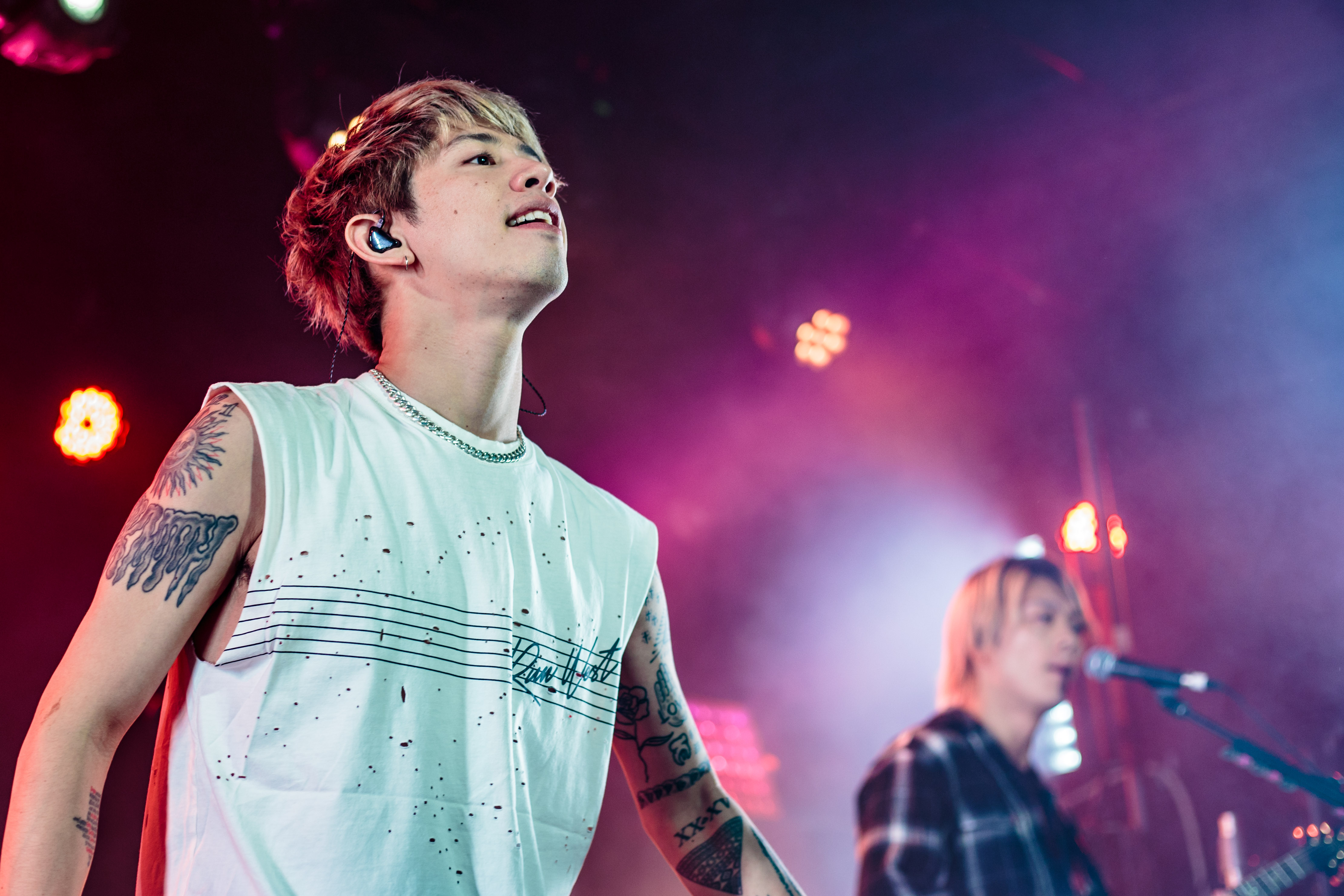
Taka és Tóru a budapesti koncerten a Dürer Kertben

2018. február 18-án új kislemezt jelentettek meg Change címmel, melyet a Honda HA-420 HondaJet reklámjához használtak fel. Az év további részében Japánban turnéztak, valamint négy különálló koncertet adtak filharmonikus zenekar részvételével, majd decemberben néhány állomásos európai turnéra indultak.
Novemberben bejelentették az Eye of the Storm következő évi megjelenését. Az album fő kislemeze, a Stand Out Fit In november 23-án jelent meg. 2019. február 1-jén Wasted Nights címmel jelentettek meg újabb kislemezt az albumról. A dal a Kingdom című film betétdala lett. Az In the Stars című dalban, mely a Fortuna's Eye című film betétdala, közreműködik Kiiara is. Az Eye of the Storm 2019. február 13-án jelent meg Japánban, nemzetközileg pedig február 15-én.
Az együttes februárban és márciusban a Waterparks és a Stand Atlantic együttesekkel turnézott Észak-Amerikában. Ed Sheerant is elkísérték ÷ Tour nevű turnéjának ázsiai állomásaira áprilisban és május elején, majd Európában turnéztak, ahol többek között Budapesten is felléptek a Dürer Kertben teltház előtt. Júliusban Kaliforniában és Mexikóban léptek fel, és részt vettek a Vand Warped Touron is. 2019 szeptembere és 2020 januárja között Japánban turnéztak. 2020 márciusában Ausztráliában turnéztak, ahol a Set It Off és a Stateside együttesek voltak az előzenekaruk. Áprilistól júniusig Ázsiában turnéztak volna, azonban a koncerteket a Covid19-pandémia kitörése miatt le kellett mondaniuk.

### 2020–2023:Luxury Disease, 10969 Inc.
2020. augusztus 24-én az együttes nézők nélküli koncertet tartott Field of Wonder címmel Csibában a Zozo Marine Stadionban, melyet élőben közvetítettek az interneten keresztül.
2021-ben az együttes eljött az Amuse Inc. ügynökségtől és saját menedzsmentcéget alapított 10969 Inc. néven. Ugyanebben az évben Renegades című daluk a Ruróni Kensin: A vég című film betétdala lett. A dal társszerzői Ed Sheeran és Hajakava Maszato (Coldrain) voltak, április 16-án jelent meg japán és nemzetközi verzióban. Az utolsó Ruróni Kensin-film, A kezdet betétdalát is a One Ok Rock adta, Broken Heart of Gold címmel május 27-én.
2021. július 31-én Day to Night Acoustic Session címmel közvetítettek élő koncertet a fudzsikavagucsikói római színházból. Tíz dalt adtak elő, köztük Utada Hikaru First Love című dalának feldolgozását. Október 21-én Fej vagy írás? – One Ok Rock dokumentumfilm címmel a Netflix dokumentumfilmet mutatott be az együttes Field of Wonder című koncertjéről. Október 22-én új kislemezt jelentettek meg Wonder címmel.
2022. június 21-én jelent meg a Save Yourself című kislemez, melyet videóklip is követett. Augusztus 30-án újabb kislemez látott napvilágot Let Me Let You Go címmel. Szeptember 6-án ezt a Vandalize című kislemez követte, melyet a Sonic Frontiers videójáték is felhasznált. Szeptember 9-én megjelent a Luxury Disease című nagylemezük.
2023 februárjában és márciusában a Muse együttes előzenekara voltak az Evanescence mellett az észak-amerikai turnén, majd az európai turnéra is velük utaztak, ahol a Royal Blood együttessel együtt voltak a Muse előzenekara. Az európai turnén saját koncerteket is tartottak, ahol többek között Prágában is felléptek.
2022 decemberében bejelentették, hogy a következő évben Japán összes dome stadionjában fellépnek a Luxury Disease Japan turné keretében. Augusztus 24-én megjelent Make It Out Alive című kislemezük, mely a Monster Hunter Now mobiljáték betétdala volt. A dal videóklipjét augusztus 29-én mutatták be. Október 6-án Prove címmel jelentettek meg dalt, mely a Beyblade X anime betétdala. A One Ok Rock és a My First Story – melynek frontembere, Hiro Taka öccse – közös koncertet adott a Tokyo Dome-ban VS címmel.

### 2024: Új album, világkörüli turné
2024. május 13-án az együttes énekese Instagramon, élő bejelentkezésben jelentette be, hogy az együttes elkészült az új albumának Los Angeles-i felvételeivel, és a lemez hard rock műfajú lesz. Az együttes bejelentett egy új őszi világkörüli turnét is. A turné keretében stadionokban koncerteztek, Tokió után Kaohsziungban, Düsseldorfban, Párizsban, Londonban, majd Torontóban és Los Angelesben. Május 28-án bejelentették, hogy Dystopia című új daluk a Nippon Television news zero című híradójának záró dala lett. Július 12-én jelent meg az új album első kislemeze, Delusion:All címmel, mely a Kingdom 4 című film betétdala. Október 25-én jelent meg a Dystopia című kislemezük. December 6-án jelent meg +Matter című kislemezük, valamint bejelentették, hogy Detox című nagylemezük 2025 februárjában várható. December 11-én jelentették be, hogy Neon című daluk a Sonic, a sündisznó 3. című film betétdala lett. 2025. január 19-én újabb kislemez látott napvilágot Puppets Can’t Control You címmel, mely a Mikami szenszei (御上先生) című televíziós sorozat betétdala lett.

## Tagjai
Jelenlegi tagok
- Moriucsi Takahiro (森内 貴寬; Hepburn: Moriuchi Takahiro?; 1988. április 17.) – énekes (2005–)
- Jamasita Tóru (山下 亨; Hepburn: Yamashita Tōru?; 1988. december 7.) – gitár, háttérvokál, vezető (2005–)
- Kohama Rjóta (小浜 良太; Hepburn: Kohama Ryōta?; 1989. szeptember 4.) – basszusgitár, háttérvokál (2005–)
- Kanki Tomoja (神吉 智也; Hepburn: Kanki Tomoya?; 1987. június 27.) – dobok, háttérvokál (2006–)

Korábbi tagok
- Kojanagi Jú (小柳 友; Hepburn: Koyanagi Yū?) – dobok (2005–2006)
- Onizava Alexander Reimon (鬼澤 アレクサンダー 礼門; Hepburn: Onizawa Alexander Reimon?) – gitár, háttérvokál (2005–2009)

Időrendben

## Művészetük
A One Ok Rockra nagy hatással volt a Linkin Park, a Foo Fighters, a Good Charlotte, az Ellegarden, és a the Used. A Good Charlotte hatása érződik első nagylemezükön, a Zeitakubjón, a Foo Fighters hatása pedig a Beam of Lighton és a Kandzsó Effecten.
Az együttes diszkográfiája széles műfaji skálán mozog, a dalaik egy része rock, alternatív rock, emo, post-hardcore, pop punk, power pop, vagy épp a post-grunge műfajába sorolható.
A dalszerzéssel kapcsolatosan Taka úgy nyilatkozott, mindig szüksége van egy témára, amit feldolgozhat, mindig arra koncentrál, hogy milyen üzenetet akar az adott dallal közvetíteni, mit akar kifejezni vele. Általában a dallam születik meg először, majd a dalszöveg, japánul és angolul. Mivel azonban Taka nem beszéli tökéletesen az angol nyelvet, amerikai producerek segítenek neki megfogalmazni a végleges verziót.
Úgy hiszem, mindig is bennem volt ez. Ha arra kérnek, hogy alkossak, nem tudom nem megtenni. A dallamok csak úgy jönnek, az év 365 napján, mint egy kapszulajáték-automatából (nevet). Ha azt mondják, alkossak, alkotok.
Az együttes a pályafutásuk kezdetén a „világ ellen” lázadt, valamiféle dühöt, általános frusztrációt éreztek, ezt fejezték ki a zenéjükkel, később azonban megváltoztak a prioritásaik. 2025-ben, húsz évvel az alapításuk után Taka már úgy gondolja, hogy a jelenlegi politikai és társadalmi problémákkal is foglalkozniuk kell, művészként ez kötelességének érzi. A One Ok Rock nem ért egyet a jelenlegi japán szórakoztatóipar működésével és a kezdetektől fogva az volt a céljuk, hogy megismertessék a japán kultúrát, zenét a világgal.

## Diszkográfia
- Zeitakubjó (2007)
- Beam of Light (2008)
- Kandzsó Effect (2008)
- Niche Syndrome (2010)
- Zankjó Reference (2011)
- Dzsinszei×Boku= (2013)
- 35xxxv (2015)
- 35xxxv (Deluxe Edition) (2015)
- Ambitions (japán verzió) (2017)
- Ambitions (nemzetközi verzió) (2017)
- Eye of the Storm (japán verzió) (2019)
- Eye of the Storm (nemzetközi verzió) (2019)
- Luxury Disease (2022)
- Detox (japán verzió) (2025)
- Detox (nemzetközi verzió) (2025)

## Filmográfia
- Fool Cool Rock! One Ok Rock Documentary Film (2014)
- Fej vagy írás? – ONE OK ROCK dokumentumfilm (2021)

## Díjak és jelölések
| Díjátadó                           | Év   | Kategória                         | Jelölt                          | Eredmény | Hiv.            |
| ---------------------------------- | ---- | --------------------------------- | ------------------------------- | -------- | --------------- |
| Alternative Press Music Awards     | 2016 | legjobb nemzetközi rockegyüttes   | One Ok Rock                     | Jelölve  | [ 195 ]         |
| Alternative Press Music Awards     | 2017 | Legjobb feltörekvő együttes       | One Ok Rock                     | Jelölve  | [ 196 ]         |
| CD Shop Awards                     | 2014 | Döntőbe jutás                     | Dzsinszei×Boku=                 | Elnyerte | [ 197 ]         |
| Classic Rock Roll of Honour Awards | 2016 | Feltörekvő keleti férfi együttes  | One Ok Rock                     | Elnyerte | [ 198 ] [ 199 ] |
| Isum Bridal Music Awards           | 2018 | Zenei díj                         | Wherever You Are                | Elnyerte | [ 200 ]         |
| Japan Gold Disc Award              | 2018 | Legjobb öt album                  | Ambitions                       | Elnyerte | [ 201 ]         |
| MTV Europe Music Awards            | 2013 | Legjobb japán előadó              | One Ok Rock                     | Jelölve  | [ 202 ]         |
| MTV Europe Music Awards            | 2014 | Legjobb japán előadó              | One Ok Rock                     | Jelölve  | [ 203 ]         |
| MTV Europe Music Awards            | 2015 | Legjobb japán előadó              | One Ok Rock                     | Jelölve  | [ 204 ]         |
| MTV Europe Music Awards            | 2016 | Legjobb japán előadó              | One Ok Rock                     | Elnyerte | [ 205 ]         |
| MTV Video Music Awards Japan       | 2011 | Legjobb rock videóklip            | Dzsibun Rock (じぶんROCK)       | Jelölve  | [ 206 ]         |
| MTV Video Music Awards Japan       | 2012 | Legjobb rock videóklip            | Answer is Near (アンサイズニア) | Elnyerte | [ 207 ]         |
| MTV Video Music Awards Japan       | 2013 | Legjobb rock videóklip            | The Beginning                   | Elnyerte | [ 54 ]          |
| MTV Video Music Awards Japan       | 2013 | Legjobb videóklip mozifilmből     | The Beginning                   | Elnyerte | [ 54 ]          |
| MTV Video Music Awards Japan       | 2014 | Legjobb rock videóklip            | Be the light                    | Elnyerte | [ 208 ]         |
| MTV Video Music Awards Japan       | 2015 | Legjobb videó együttestől (Japán) | Mighty Long Fall                | Jelölve  | [ 209 ]         |
| MTV Video Music Awards Japan       | 2019 | Az év művésze                     | One Ok Rock                     | Elnyerte | [ 210 ]         |
| Rock Sound Awards                  | 2017 | Legjobb nemzetközi együttes       | One Ok Rock                     | Elnyerte | [ 211 ]         |
| Rock Sound Awards                  | 2018 | Legjobb élő előadás               | One Ok Rock                     | Elnyerte | [ 212 ]         |
| Rock Sound Awards                  | 2024 | Rock Sound 25 Icons               | One Ok Rock                     | Elnyerte | [ 213 ]         |
| Space Shower Music Video Awards    | 2013 | Best Your Choice (közönségdíj)    | The Beginning                   | Elnyerte | [ 55 ]          |
| Space Shower Music Video Awards    | 2016 | Legjobb külföldön aktív előadó    | One Ok Rock                     | Elnyerte | [ 214 ]         |
| Space Shower Music Video Awards    | 2016 | Legjobb punk/loud rock előadó     | One Ok Rock                     | Jelölve  | [ 215 ]         |
| Space Shower Music Video Awards    | 2017 | Legjobb rockelőadó                | One Ok Rock                     | Jelölve  | [ 216 ]         |
| Space Shower Music Video Awards    | 2018 | Legjobb külföldön aktív előadó    | One Ok Rock                     | Elnyerte | [ 217 ]         |
| Space Shower Music Video Awards    | 2018 | Legjobb együttes                  | One Ok Rock                     | Elnyerte | [ 217 ]         |
| Space Shower Music Video Awards    | 2018 | Közönségdíj                       | One Ok Rock                     | Jelölve  | [ 218 ]         |
| Space Shower Music Video Awards    | 2019 | Legjobb együttes                  | One Ok Rock                     | Jelölve  | [ 219 ]         |
| Space Shower Music Video Awards    | 2019 | Közönségdíj                       | One Ok Rock                     | Jelölve  | [ 220 ]         |
| Space Shower Music Video Awards    | 2020 | Az év előadója                    | One Ok Rock                     | Elnyerte | [ 221 ]         |
| Space Shower Music Video Awards    | 2020 | Legjobb együttes                  | One Ok Rock                     | Elnyerte | [ 221 ]         |
| Space Shower Music Video Awards    | 2020 | Közönségdíj                       | One Ok Rock                     | Jelölve  | [ 222 ]         |

## Fordítás
- Ez a szócikk részben vagy egészben  az   One Ok Rock című angol Wikipédia-szócikk fordításán alapul.  Az eredeti cikk szerkesztőit annak laptörténete sorolja fel. Ez a jelzés csupán a megfogalmazás eredetét és a szerzői jogokat jelzi, nem szolgál a cikkben szereplő információk forrásmegjelöléseként.